# داستان سید برت و پینک فلوید
داستان سید برت و پینک فلوید (به انگلیسی: The Pink Floyd and Syd Barrett Story) نام یک مستند است در ارتباط با سید بارت و گروه پینک فلوید که در قالب یک عدد دی‌وی‌دی در ۲۴ مارس ۲۰۰۳ منتشر شد.این فیلم توسط جان ادگینتون کارگردانی شده است.این مستند شامل اپیزودهایی از تمام اعضای پینک فلوید که عبارتند از ریک رایت،راجر واترز،نیک میسون،دیوید گیلمور وعضو دیگر گروه باب کلوز که در سال ۱۹۶۵ از گروه جدا شده بود، می‌باشد و دیدگاه خود را راجع به سید بارت عنوان می‌کنند.

تمرکز اصلی در این مستند بر روی سید بارت است کسی که در سال‌های ابتدایی گیتاریست و خوانندهٔ اصلی گروه بود و صداهای سایکدلیکی گروه توسط وی ساخته می‌شده است.آهنگ‌هایی نطیر نواختن امیلی را ببین، آرنولد لاین و اکثر قطعات آلبوم نی‌زن بر دروازه‌های سپیده‌دم از این دسته‌اند.ولی به یکباره به انزوا رفت و گوشه‌گیر شد و در سال ۲۰۰۶ از دنیا رفت.

به گفتهٔ خواهرش او این مستند را دیده و آن را مقداری پر سر و صدا توصیف کرده بود، اگرچه از دیدن دوباره مایک لئونارد لذت برده بود و او را "معلم" خودش خطاب کرده بود. او همچنین از شنیدن دوبارهٔ آهنگ "نواختن امیلی را ببین" لذت برده بود.